# 斯塔福德縣 (維吉尼亞州)
斯塔福德县（英語：Stafford County）是美國維吉尼亞州東北部的一個縣，東隔波托馬克河與馬里蘭州，西界拉帕漢諾克河。面積725平方公里。根據美國2000年人口普查，共有人口92,446人。縣治斯塔福德（Stafford）。
成立於1666年6月5日。縣名來自英國斯塔福德郡。